# Käärijä
Käärijä, artistnamn för Jere Pöyhönen, född den 21 oktober 1993 i Vanda, Finland, är en finsk rappare, sångare och låtskrivare. 
Käärijä representerade Finland i Eurovision Song Contest 2023 i Liverpool med låten "Cha cha cha".
Käärijä uppträdde som mellanakt i Melodifestivalen 2025 tillsammans med Hooja med låten "San Francisco Boy". 

## Biografi
Käärijä är uppväxt i Rödsand i Vanda. Han har spelat ishockey och trummor.
Hans artistnamn kommer från den finska frasen "kääriä rahaa" (att tjäna pengar snabbt), eftersom detta var ett återkommande skämt bland hans vänner.
Käärijä började producera musik 2014. Hans debutsingel Urheilujätkä släpptes år 2016. År 2017 fick han kontrakt med Monsp Records. Debutalbumet Fantastista gavs ut år 2020. Käärijä kombinerar rap, metal och elektronisk musik i sina låtar och har uppmärksammats för sina liveframträdanden.

### Cha cha cha

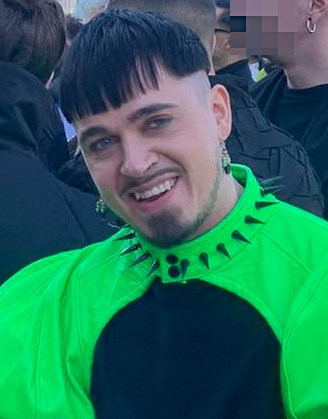
Käärijä i den neongröna boleron som han kom att förknippas med vid Eurovision Song Contest 2023.

Han vann Rundradions Tävlingen för ny musik 25 februari 2023 med överlägsen marginal och fick därmed representera Finland i Eurovision Song Contest 2023 med låten "Cha cha cha". Låten har beskrivits som Rammsteininspirerad metal med rap på finska som plötsligt övergår i partyglad schlagerpop. Han uppträdde i den första semifinalen och gick vidare till final. I finalen hamnade Käärijä på andra plats med 526 poäng och bidraget fick flest av publikens röster, 376 poäng. Detta var Finlands näst bästa resultat i Eurovision genom tiderna. Under framträdandet bar Käärijä bland annat en slags neongrön bolero utan något under som han kom att förknippas starkt med. I Finland blev bidraget något av ett fenomen och inför ESC-finalen gav såväl myndigheter som politiska partier och kommuner Käärijä sitt stöd genom att publicera bilder, texter och memes, bland annat med den gröna boleron. Bland annat kläddes de stora stenskulpturerna Lyktbärare på Helsingfors centralstation i Käärijäs bolero.

### Hälsa
Käärijä blev diagnostiserad med tarmsjukdomen ulcerös kolit år 2014 då han akut behövde operera bort en del av tjocktarmen. Han har berättat att sjukdomen blev en vändpunkt och ledde till att han bestämde sig för att satsa på musik fullt ut.

## Diskografi

### Singlar
- ”Heila” (feat. Urho Ghettonen) (2016)
- ”Urheilujätkä” (feat. Jeskiedes) (2016)
- ”Puun takaa” (2016)
- ”Tuuliviiri” (2017)
- ”AJOA” (2017)

Monsp Records
- ”Koppi tules” / ”Nou roblem” (2017)
- ”Klo23” (2018)
- ”Puuta heinää” (2018)
- ”Viulunkieli” (2018)
- ”ROCK ROCK” (2019)
- ”Hirttää kiinni” (2019)
- ”Mic Mac” (2019)
- ”Paidaton riehuja” (2020)
- ”Menestynyt yksilö” (2021)
- ”Siitä viis” (2021)
- ”Välikuolema” (2022)
- ”Cha cha cha” (2023)
- "Ruoska" (2024, tillsammans med Erika Vikman)

### Album
- Fantastista (2020)
- People's Champion (2024)

### EP
- Peliä EP  (2018, Monsp Records)

Featuring
- Lazy x Siho ”Shut Down (feat. Käärijä)”
- Matias Deep "Slowmo (feat. Käärijä)"